# Республиканская научно-техническая библиотека
Республиканская научно-техническая библиотека (бел. Рэспубліканская навукова-тэхнічная бібліятэка; англ. Republican Library for Science and Technology) — научно-специализированная библиотека в Республике Беларусь.
Официальное название — Государственное учреждение «Республиканская научно-техническая библиотека». РНТБ находится в ведении Государственного комитета по науке и технологиям Республики Беларусь.
Республиканская научно-техническая библиотека является республиканским депозитарием отечественной и зарубежной литературы по технике, технологии, экономике промышленности и смежным отраслям. Это государственное хранилище патентной документации Республики Беларусь (Парижская конвенция по охране промышленной собственности, 1993 г.), технических нормативных правовых актов и др. документов в области стандартизации, а также промышленных каталогов.
Миссия РНТБ — содействие развитию научно-технической сферы Республики Беларусь посредством обеспечения максимального доступа к собственным, республиканским и международным информационным ресурсам пользователей всех регионов Беларуси.

## История
Республиканская научно-техническая библиотека (РНТБ) создана постановлением Совета Министров БССР от 25 февраля 1977 г. № 68 на базе НТБ Белорусского научно-исследовательского института научно-технической информации и технико-экономических исследований с 1 марта 1977 года. Основными целями создания библиотеки являлись: дальнейшее совершенствование системы НТИ; улучшение работы по справочно-библиографическому и информационному обслуживанию предприятий, НИИ и проектных организаций, ученых, инженерно-технических работников, новаторов производства; повышение уровня методического руководства сетью технических библиотек республики.
В целях улучшения информационного обеспечения ученых и специалистов научно-производственной сферы регионов постановлением Совета Министров Республики Беларусь от 21 января 1994 г. созданы областные научно-технические библиотеки на правах филиалов РНТБ в городах Бресте, Витебске, Гомеле, Гродно и Могилеве.
В разное время пост директора библиотеки занимали:
- Знарко Алина Николаевна (1977—1979 гг.)
- Путря Назар Архипович (1979—1987 гг.)
- Пехота Галина Ивановна (1988—1998 гг.)
- Сухорукова Раиса Никандровна (1999 — июнь 2024)
- Мончик Екатерина Павловна (2024 - по настоящее время)

## Деятельность
В качестве основных видов деятельности Республиканской научно-технической библиотеки можно выделить следующие направления:
- Справочно-библиографическое, информационное и библиотечное обслуживание специалистов научно-технической и производственной сферы Беларуси — министерств и ведомств, промышленных предприятий, научно-исследовательских и проектно-конструкторских организаций, а также изобретателей, рационализаторов, инженерно-технических работников, работников патентных служб, служб стандартизации, метрологии и сертификации, преподавателей и аспирантов технических вузов.
- Обеспечение свободного доступа к международным и национальным информационным ресурсам по технике, технологии, экономике промышленности и смежным отраслям.
- Формирование наиболее полного в республике фонда отечественной и зарубежной литературы по технике, технологии, экономике промышленности и смежным отраслям, фонда патентных, нормативных документов по стандартизации и промышленных каталогов.
- Создание баз данных по актуальным направлениям развития техники, технологии, экономики промышленности и смежным отраслям.
- Ведение справочно-библиографического аппарата, создание электронных каталогов, в том числе сводного, по научно-технической литературе и документации, и обеспечение удаленного Интернет-доступа к ним.
- Предоставление пользователям документов из фонда РНТБ для работы в читальных залах, по МБА, а также копий документов на традиционных и электронных носителях.
- Организация работы областных филиалов РНТБ.

## Информационный центр по устойчивому развитию
В мае 2004 г. в рамках Международной акции «Неделя устойчивого развития в Республике Беларусь» в Республиканской научно-технической библиотеке открыт Информационный центр по устойчивому развитию. Инициаторами создания Центра выступили руководители Проекта Программы Развития ООН (ПРООН) «Разработка Национальной стратегии устойчивого развития Республики Беларусь на период до 2020 года», Департамента общественной информации Представительства ООН в Республике Беларусь и Республиканская научно-техническая библиотека.
Цели деятельности Информационного центра по устойчивому развитию:
— централизованное формирование, систематизация, обработка с использованием новых технологических решений отечественной и зарубежной информации в области устойчивого развития;
— широкое информирование о ресурсах Информационного центра и о проводимых РНТБ мероприятиях по вопросам устойчивого развития;
— обеспечение открытости и доступности информации по устойчивому развитию;
— повышение интереса широкой общественности к проблемам экологического, экономического и социального благополучия людей;
— популяризация идей устойчивого развития в Беларуси.
Литература и документы ежемесячно предоставляются Республиканской научно-технической библиотеке Департаментом по глобальным коммуникациям Представительства ООН в Республике Беларусь и руководителями различных программ ООН, действующих на территории Беларуси.
В результате регулярного пополнения фонд библиотеки Информационного центра по устойчивому развитию на 01.01.2020 г. насчитывал более 2,5 тыс. экз. и включал отечественные и иностранные книги и периодические издания. В библиотеке Центра сосредоточена литература по вопросам устойчивого развития природы и общества, экономики природопользования и ресурсосбережения, по климатическим, земельным, биологическим, водным ресурсам, науке, новым технологиям, по вопросам охраны и укрепления здоровья, демографической политики, экологического просвещения, воспитания, образования, экологической безопасности, экологической экспертизы, управления отходами и др.
В областных научно-технических библиотеках-филиалах РНТБ созданы филиалы Информационного центра по устойчивому развитию, которые включают аналогичные издания и электронные ресурсы.
Особенности областных центров:
- В рамках Информационного центра по устойчивому развитию в Гомельской ОНТБ организован фонд «Гомельщина туристическая». Тематика документов по устойчивому развитию огромная и охватывает экологические, экономические и социальные проблемы практически всех сфер деятельности человека, таких как: охрана национальных ресурсов и рациональное их использование, ликвидация последствий аварии на Чернобыльской АЭС, экологическая безопасность и защита населения, повышение качества экологического менеджмента, сбор и утилизация твердых бытовых отходов, социальная поддержка безработных граждан, развитие экологического туризма и др.
- В рамках Информационного центра по устойчивому развитию в Гродненской ОНТБ создан электронный каталог библиотеки Орхусского центра г. Гродно (в рамках совместного проекта Европейского Союза и Программы развития ООН «Содействие развитию всеобъемлющей структуры международного сотрудничества в области охраны окружающей среды в Республике Беларусь»). Национальной исполняющей организацией проекта является Министерство природных ресурсов и охраны окружающей среды Республики Беларусь.
- На базе Информационного центра по устойчивому развитию в Могилевском филиале РНТБ организован Зеленый информационный центр (КОМГОР). Целью проекта является развитие систем управления в сфере предоставления коммунальных и социальных услуг населению городских территорий Беларуси, основанных на принципах партнёрства и взаимной подотчетности сторон.

## Центр поддержки технологий и инноваций
Проект создания и развития сети Центров поддержки технологий и инноваций (ЦПТИ) в Республике Беларусь реализуется в соответствии с Соглашением между Национальным центром интеллектуальной собственности (НЦИС) и Всемирной организацией интеллектуальной собственности (ВОИС) от 10 октября 2016 года.
Проект направлен на активизацию изобретательской и инновационной деятельности в Республике Беларусь, содействие созданию объектов интеллектуальной собственности и их использованию в хозяйственном обороте.
Цель создания ЦПТИ — наращивание инновационного потенциала Республики Беларусь путем информационной и научно-методической поддержки в сфере научной, научно-технической и инновационной деятельности.

## Методический кабинет
Предназначен для специалистов научно-технических библиотек предприятий и организаций республики. Фонд и материалы методического кабинета — это нормативные правовые акты по вопросам библиотечного дела и стандарты СИБИД, рекомендации по библиографическому описанию документов, деловое чтение библиотекаря, нормы для НТБ, информация по курсам повышения квалификации, стажировкам, семинарам, «Справочная служба методиста» (ответы на часто задаваемые вопросы библиотекарей).

## Научно-образовательный центр «Ступени» в Могилевском филиале РНТБ
Открыт в 2022 году на базе Могилевской областной научно-технической библиотеки — филиала РНТБ.
Психологи утверждают, что творческие способности есть у всех людей, выявлять и развивать их следует с детского возраста. Поскольку изобретательство выступает одной из разновидностей творчества, обучение ему нужно начинать со школы, пока у человека ещё не сформировались устойчивые стереотипы мышления, ограничивающие свободу мышления и полет фантазии. Научно-образовательный центр «Ступени» помогает раскрыть творческий потенциал подростков в науке и технической сфере.
Основная цель деятельности Центра — обучение подрастающего поколения в области науки и техники, стимулирование навыков изобретательского творчества и развитие творческого мышления подростков.
На базе центра проходят разнообразные обучающие мероприятия для различной целевой аудитории — учащихся школ, вузов, специалистов разных сфер деятельности. Организаторами активно готовятся семинары, практикумы, творческие встречи, игры, конкурсы. Визитной карточкой центра стал познавательный научно-популярный проект #НаукаВнеСебя, который популярен среди посетителей центра и библиотеки.

## Английская библиотека в Витебском филиале РНТБ
Фонд Английской библиотеки включает в себя литературу на английском языке: энциклопедические издания универсального типа, разнообразные справочники и словари самых авторитетных издательств, книги по экономике, страноведению, праву, философии, психологии, биологии и другим отраслям знаний, а также издания в помощь изучающим английский язык, включая современную и классическую художественную литературу.
«Консультации, подбор литературы и справочных материалов, открытый доступ к полкам дает нашим читателям возможность найти именно то, что они ищут» — говорят об Английской библиотеке её сотрудники.
Кроме справочных материалов, все книги выдаются на дом.
Основной акцент сделан на мероприятия, которые помогают пользователям улучшить свои языковые навыки, в том числе встречи, в рамках которых пользователи имеют возможность беседовать на разные темы с носителем языка или с волонтером, свободно владеющим английским языком, и приобрести новые навыки.

## Интернет-центр
Доступ к сети Интернет предоставляется бесплатно в областных филиалах РНТБ (Бресте, Витебске, Гомеле, Гродно и Могилеве) всем пользователям, зарегистрированным в качестве читателей.
У пользователей есть возможность пройти обучающие семинары по вопросам компьютерной грамотности, если необходимо научиться работать на компьютере, пользоваться текстовыми редакторами, электронными таблицами, искать информацию в сети Интернет, создавать электронные презентации, пользоваться электронной почтой и создавать блоги. Также они могут получить необходимые навыки и обучиться работе с прикладными программами, записавшись на тренинги в Интернет-центрах областных филиалов РНТБ. Также пользователям предлагаются книжные издания по компьютерным технологиям и периодические издания по компьютерной тематике, представленные на выставке новых поступлений.

## Награды
Деятельность РНТБ была удостоена множества почетных грамот и дипломов (около 100). Среди них такие награды как:
- Ганаровая грамата Савета Міністраў Рэспублікі Беларусь «За актыўнае садзейнічанне развіццю навукова-тэхнічнай сферы Рэспублікі Беларусь, павышэнню эффектыўнасці даследаванняў і навукова-тэхнічных распрацовак, укараненню найноўшых тэхналогій і прагрэсіўных метадаў кіравання»
- Ганаровая грамата Савета Міністраў Рэспублікі Беларусь "За дасягненне высокіх паказчыкаў у інфармацыйна-бібліятэчным забяспечанні спецыялістаў навукова-тэхнічнай сферы Рэспублікі Беларусь і ў сувязі з 25-годдзем з дня ўтварэння
- Почетная грамота Государственного комитета по науке и технологиям Республики Беларусь «За значительный вклад в содействие инновационному развитию научно-технической деятельности Республики Беларусь»
- Почетная грамота Государственного комитета по науке и технологиям Республики Беларусь «За активное информационное содействие инновационной деятельности предприятий и организаций Республики Беларусь по созданию и внедрению новых технологий, передовых достижений науки и техники и в связи с 35-летием со дня основания»
- Ганаровая грамата Дзяржаўнага камітэта па навуцы і тэхналогіях Рэспублікі Беларусь «За высокія паказчыкі ў арганізацыі інфармацыйна-бібліятэчнага абслугоўвання навукова-тэхнічнай сферы Рэспублікі Беларусь і ў сувязі з 20-годдзем з дня заснавання»
- Грамата Міністэрства культуры Рэспублікі Беларусь «За значны ўклад у развіццё бібліятэчнай справы»
- Ганаровая грамата Міністэрства прамысловасці Рэспублікі Беларусь «За активное сотрудничество с организациями Министерства промышленности и оказание содействия в реализации основных направлений и приоритетов государственной политики в промышленной сфере и в связи с празднованием Дня белорусской науки»
- Почетная грамота Национального центра интеллектуальной собственности «За значительный вклад в формирование национальной системы интеллектуальной собственности»
- Дыплом Міністэрства адукацыі і навукі Рэспублікі Беларусь «За шматгадовую плённую працу па забяспечанню падрыхтоўкі высокакваліфікаваных спецыялістаў і ў сувязі з дзесяцігоддзем яе дзейнасці»
- Диплом республиканской выставки «Достижения отечественной науки — производству» «За успешную демонстрацию возможностей использования новейших информационных технологий для научно-информационного обеспечения производства» и др.
- Золотая медаль имени В. И. Блинникова «За вклад в изобретательское и патентное дело»